# Нарбут, Александр Николаевич
Александр Николаевич Нарбут (1822—1894) — русский военный деятель,  генерал от инфантерии (1890).

## Биография
Сын поручика дворянина Тверской губернии Николая Фёдоровича Нарбута родился 7 (19) августа 1822 года. В службу вступил 30 августа 1841 года.
Д. Д. Языков указал, что он «учился в Полоцком кадетском корпусе и в Военной Академии». В «Материалах для истории бывшего дворянского полка до переименования его в Константиновское военное училище» указывается, что в 1840 году он стал выпускником Дворянского полка, а в 1846 году был выпущен из Военной академии поручиком.
В 1849 году был произведён в штабс-капитаны ГШ. С 1850 года старший адъютант штаба 1-го пехотного корпуса. В 1851 года произведён в капитаны ГШ с назначением дивизионным квартирмейстером 3-й пехотной дивизии. С 1854 года старший адъютант главного штаба действующей армии. В 1855 году произведён в подполковники с назначением штаб-офицером для особых поручений при начальнике штаба Западной армии. С 1856 года старший адъютант главного штаба 1-й армии.
С 1857 года начальник штаба 1-й пехотной дивизии. В 1859 году произведён в полковники. С 1863 года участник Польской компании, с 1864 года помощник начальника штаба Рижского военного округа. В 1867 году произведён в генерал-майоры.  С 1869 года генерал для особых поручений при командующем Московского военного округа. С 1874 года командир 1-й бригады 3-й пехотной дивизии. В 1876 году произведён в генерал-лейтенанты с назначением начальником 18-й пехотной дивизии. С 1877 года участник Русско-турецкой войны. С 1885 года командир 14-го армейского корпуса.
В 1890 году произведён в генералы от инфантерии с назначением членом Александровского комитета о раненых.
Умер 3 (15) сентября 1894 года. Похоронен на Никольском кладбище в Александро-Невской лавре (могила не сохранилась). Записи «Из походного дневника А. Н. Нарбута» о войне 1877-1877 годов был напечатан (публикация и предисловие П. И. Бартенева) в «Русском архиве» (1895. — Кн. 3. Вып. 10. — С. 161—193; Вып. 11. — С. 269—296).

## Награды
Был награждён всеми орденами вплоть до ордена  Святого Александра Невского пожалованного ему в 1893 году.
- орден Св. Станислава 3-й ст.
- орден Св. Анны 3-й ст. (1850)
- орден Св. Анны 2-й ст. (1854; императорская корона к ордену — 1862)
- орден Св. Станислава 2-й ст. (1857)
- орден Св. Владимира 4-й ст. с мечами и бантом (1863)
- орден Св. Владимира 3-й ст. с мечами (1866)
- орден Св. Станислава 1-й ст. (1871)
- орден Св. Анны 1-й ст. с мечами (1878)
- орден Св. Владимира 2-й ст. с мечами (1879)
- орден Белого орла (1887)
- орден Св. Александра Невского (1893)

## Семья
Женился на Александре Фёдоровне Славиной (?—1900), воспитаннице Владимира Карловича Сиверса. Их дети:
- Владимир (1851—?)
- Екатерина (1852—?)
- Мария (1855—?)
- Елена (1858—?)
- Николай (1859—1916)